# ¡Llegó el euro!
¡Llegó el euro! es una historieta de 2001 del autor de cómics español Francisco Ibáñez, perteneciente a su serie Mortadelo y Filemón.

## Trayectoria editorial
Publicada en 2001 en el n.º 87 de Magos del Humor y más tarde en el número 159 de la Colección Olé.

## Resumen
Una serie de billetes de euros falsos están extendiéndose por toda Europa. El Súper encarga a Mortadelo y Filemón que descubran quién es el Falsificador de moneda, para lo que se basarán en pistas encontradas en las imágenes de dichos billetes. Primero irán a Japón, donde buscarán a Kemato Tagüela con ayuda de Cristianez Altar Avemaria (un cura). También irán a Estados Unidos, pero finalmente darán con el falsificador en un pequeño pueblo en España.

## Curiosidades
- Al comienzo aparecen varias viñetas que también salieron en Maastricht... Jesús, cuando Helmut Kohl propone el marco alemán como moneda única de la Unión Europea en una reunión de mandatarios (entre ellos, Felipe González).
- Es el único álbum de la serie que ha sido editado en las cuatro lenguas oficiales de España, como gesto de homenaje a la Europa de los pueblos.